# Helmut Merkel (Theologe)
Helmut Merkel (* 13. März 1942 in Nürnberg) ist ein deutscher evangelischer Theologe und Neutestamentler.

## Leben
Nach der Promotion 1971 zum Dr. theol. in Erlangen und der Habilitation in Erlangen lehrte er ab 1974 als Privatdozent und ab 1980 als außerplanmäßiger Professor. Seit 1985 ist er Professor (C 4) an der Universität Osnabrück.

## Schriften (Auswahl)
- Die Widersprüche zwischen den Evangelien. Ihre polemische und apologetische Behandlung in der Alten Kirche bis zu Augustin (= Wissenschaftliche Untersuchungen zum Neuen Testament. Band 13). Mohr, Tübingen 1971, ISBN 3-16-132821-3 (zugleich Dissertation, Erlangen 1971).
- Die Pluralität der Evangelien als theologisches und exegetisches Problem in der Alten Kirche (= Traditio christiana. Band 3). Lang, Bern/Frankfurt am Main/Las Vegas 1978, ISBN 3-261-03075-5.
  - La pluralité des Evangiles comme problème théologique et exégétique dans l’Église ancienne (= Traditio christiana. Band 3). Lang, Bern 1979, ISBN 3-261-03121-2.
  - La Pluralità dei Vangeli (= Traditio christiana. Band 5). Società editrice internazionale, Torino 1990, ISBN 8805038628.
- Bibelkunde des Neuen Testaments. Ein Arbeitsbuch. Gütersloher Verlagshaus Mohn, Gütersloh 1978, ISBN 3-261-03075-5.
- Die Pastoralbriefe (= Das Neue Testament deutsch. Neues Göttinger Bibelwerk. Teilband 9,1). Vandenhoeck & Ruprecht, Göttingen 1991, ISBN 3-525-51373-9.
  - Le lettere pastorali (= Nuovo Testamento. Teilband 2,9,1). Paideia, Brescia 1997, ISBN 88-394-0554-2.
- als Herausgeber mit Beate Ego: Religiöses Lernen in der biblischen, frühjüdischen und frühchristlichen Überlieferung (= Wissenschaftliche Untersuchungen zum Neuen Testament. Band 180). Mohr Siebeck, Tübingen 2005, ISBN 3-16-148562-9.
- als Herausgeber mit Beate Ego und Norbert Ammermann: Frieden als Gabe und Aufgabe. Beiträge zur theologischen Friedensforschung. Reinhold Mokrosch zum 65. Geburtstag. V & R Unipress, Göttingen 2005, ISBN 3-89971-211-0.
- Wege und Irrwege zum historischen Jesus. Herausgegeben von Peter Pilhofer. Kohlhammer, Stuttgart 2022, ISBN 978-3-17-040036-8 (Aufsatzsammlung, mit Schriftenverzeichnis).